# Non è un paese per vecchi (film)
Non è un paese per vecchi (No Country for Old Men) è un film del 2007, scritto e diretto dai fratelli Coen.
La pellicola, tratta dall'omonimo romanzo di Cormac McCarthy, ha ricevuto otto candidature ai premi Oscar 2008, vincendo quello per il miglior film, miglior regista e miglior sceneggiatura non originale ai fratelli Coen, e quello per il migliore attore non protagonista a Javier Bardem.

## Trama
È la storia di tre uomini che, nel Texas del 1980, si inseguono costantemente senza incontrarsi mai.
Anton Chigurh, assassino psicopatico, viene arrestato e portato in centrale, ma fugge dopo aver strangolato il vice-sceriffo. Cambia poi auto un paio di volte per far perdere le sue tracce.
Mentre è a caccia di antilopi nei territori selvaggi al confine con il Messico, Llewelyn Moss, saldatore texano reduce dalla guerra del Vietnam, si imbatte in quel che resta di una compravendita di eroina finita nel sangue tra una banda messicana e una rappresentanza statunitense. In una radura in mezzo al deserto trova infatti numerosi cadaveri insanguinati e diversi pick-up crivellati da colpi d'arma da fuoco. All'interno di una delle auto rinviene un messicano disidratato e morente, che gli chiede insistentemente dell'acqua. Disinteressatosi di lui e messosi sulle tracce di un probabile ultimo superstite fuggito col denaro, lo ritrova morto sotto un albero poco distante. Accanto al cadavere c'è un'ingente somma di denaro in una valigetta che il texano decide di portare a casa con sé con l'intento di assicurarsi un futuro migliore con la giovane moglie Carla Jean.
Nel cuore della notte, non riuscendo a dormire per i rimorsi di coscienza nell'aver lasciato quel messicano morire atrocemente senza bere, Moss decide di tornare sul posto con una tanica d'acqua, ma lo trova ormai deceduto. L'esser tornato sul luogo del misfatto dà il via a un'incredibile spirale di violenza: altri messicani sopraggiungono in quel momento sul luogo della resa dei conti, per recuperare droga e denaro. Accortisi di lui, gli sparano e lo inseguono, costringendolo ad abbandonare il proprio pick-up e a fuggire a piedi al buio attraverso il deserto, inseguito pure da un cane aizzatogli contro. Moss si salva soltanto gettandosi in un fiume impetuoso e uccidendo l'animale. Col sopraggiungere delle prime ore dell'alba, riesce infine a raggiungere la roulotte in cui vive con la moglie: per tenerla al sicuro decide di separarsi da lei mandandola da sua madre a Odessa. Incaricato di recuperare il denaro sparito dagli statunitensi che volevano acquistare l'eroina, Chigurh dà la caccia a Moss dopo esserne risalito all'identità tramite il pick-up abbandonato.
Allo stesso tempo, il disincantato sceriffo della contea di Terrel, Ed Tom Bell, prossimo alla pensione, nonché mosso da un codice d'onore vecchio di tre generazioni e da radicati sensi di colpa, analizza bene quanto avvenuto e si mette anche lui sulle tracce di Moss, sperando di ritrovarlo per primo in modo da aiutarlo a sfuggire a un destino che sembra segnato. Spera nella collaborazione di Carla Jean, ma la donna non si fida dello sceriffo.
Inseguito non solo dai messicani ma anche da Chigurh, Moss fugge a Del Rio e si nasconde in un misero motel dove chiude la valigetta nel condotto dell'aerazione; il killer rintraccia il bottino grazie ai segnali di un trasmettitore inserito nella valigetta. Irrompe nella sua stanza ma vi trova solo alcuni messicani, anche loro a caccia della valigetta, e li uccide senza pietà con il suo fucile ad aria compressa. Moss scappa coi soldi appena in tempo e cerca rifugio in un albergo di Eagle Pass. Anche qui però viene rintracciato da Chigurh: i due danno il via a un violento scontro a fuoco in strada dal quale entrambi escono gravemente feriti.
Chigurh si medica da solo rimettendosi in sesto; Moss, prima di farsi ricoverare, nasconde la valigetta sulle rive del Rio Grande, poi, in ospedale, rifiuta di aiutare il cacciatore di taglie Carson Wells, il quale ha deciso di intromettersi nella situazione assicurando a chi voleva acquistare la droga una rapida fine di quest'ondata di violenza divenuta incontrollabile. Wells viene presto sorpreso da Chigurh che lo fredda nella sua camera di hotel. L'assassino cerca poi un accordo telefonico con Moss chiedendo la restituzione dei soldi in cambio della vita di Carla Jean, ma l'uomo non demorde.
Carla Jean intanto decide di aiutare Bell e gli rivela il nome del motel di El Paso dove la donna rivedrà suo marito, ma lo sceriffo arriva in loco troppo tardi: i messicani hanno estrapolato la stessa informazione alla sprovveduta suocera di Moss e sono arrivati prima, scatenando una carneficina in cui il texano ha perso la vita. Nella notte, Chigurh si introduce nel motel e recupera i soldi che Moss aveva nuovamente nascosto nel condotto dell'aerazione. Lo spietato assassino, a incarico terminato, prima si reca da chi l'ha ingaggiato e lo uccide, poi va dall'incolpevole Carla, di ritorno dal funerale della madre, deciso a tenere fede alla minaccia perpetrata a Moss telefonicamente. Di fronte alle suppliche della donna, Chigurh lascia che la sorte sia decisa a testa o croce, poi se ne va in auto ma viene coinvolto in un tremendo incidente stradale dal quale esce con un braccio rotto; si allontana, però, prima che arrivino le ambulanze.
Sconfortato dai cambiamenti che sente essere sopraggiunti nel paese, lo sceriffo Bell va in pensione, ma neanche questo lo risolleva dall'amarezza dell'essersi sentito inadeguato a quel ruolo, assunto per lungo tempo, di garante dell'ordine e della giustizia. In sogno rivede suo padre, morto ormai da decenni, e ha come il presagio che, senza fretta ma con costanza, lui lo stia pazientemente aspettando "dall'altra parte".

## Produzione
Il produttore Scott Rudin comprò i diritti del romanzo di McCarthy, Non è un paese per vecchi, e suggerì un adattamento cinematografico ai fratelli Coen, che stavano tentando di adattare il romanzo White Sea di James Dickey. Nell'agosto 2005 i fratelli Coen decisero di scrivere e dirigere un adattamento cinematografico del romanzo. La scrittura è stata fedele al libro, la cui storia è stata tagliata solamente ove ritenuto necessario.
Il film, ambientato nel confine tra Texas e Messico (è stato girato in gran parte a Marfa, in Texas), ha richiesto un budget di 25 milioni di dollari e si è concluso a metà 2007, uscendo in anteprima il 9 novembre 2007.
Per dirigere Javier Bardem nei panni del cupo, silenzioso e spietato sicario Anton Chigurh, i Coen si sono ispirati a Gaear Grimsrud, personaggio che compare in un altro loro film, Fargo. Lo stesso Chigurh ha ispirato il personaggio di Lorne Malvo nella serie televisiva dedicata al film omonimo. Bardem venne scelto proprio perché in antitesi con il personaggio di Chigurh, con lo scopo di portare un tono diverso al personaggio: prima del film, infatti, l'attore, oltre detestare la violenza, non parlava inglese e non guidava l'auto.

## Colonna sonora
La colonna sonora è di Carter Burwell, collaboratore storico dei fratelli Coen. Burwell sottolinea musicalmente un numero limitato di scene, con scelte minimaliste e l'uso di strumenti tradizionali o esotici, come per esempio le campane tibetane. L'unico brano musicale completo è la composizione Blood Trails, che appare sui titoli di coda.

## Distribuzione
Presentato in concorso al 60º Festival di Cannes, è uscito nelle sale cinematografiche statunitensi il 21 novembre 2007 e in quelle italiane il 22 febbraio 2008.

## Accoglienza

### Incassi
Il film ha incassato in Italia 8961350 $, negli Stati Uniti 74283625 $ e complessivamente 171627166 $.

### Critica
Secondo l'aggregatore di recensioni Rotten Tomatoes, il film ha ottenuto un indice di apprezzamento del 93% e un voto di 8,80 su 10 sulla base di 289 recensioni. Su Metacritic, il film ha ottenuto un voto di 92 su 100 sulla base di 38 recensioni, indicando un'«acclamazione universale».

## Riconoscimenti
Durante la notte dei premi Oscar 2008 il film ha vinto i riconoscimenti in quattro categorie, ossia miglior film, miglior regista, miglior attore non protagonista (vinto da Javier Bardem) e miglior sceneggiatura non originale.
Il film è stato presentato al Festival di Cannes dove, però, non ha vinto nessun premio. In compenso ha ottenuto altri premi molto importanti nella cinematografia americana ed europea, venendo anche candidato al Nastro d'argento come miglior film extraeuropeo e vincendo un David di Donatello 2008 come miglior film straniero.
- 2008 - Premio Oscar
  - Miglior film a Scott Rudin, Ethan Coen e Joel Coen
  - Miglior regista a Ethan Coen e Joel Coen
  - Miglior attore non protagonista a Javier Bardem
  - Miglior sceneggiatura non originale a Ethan Coen e Joel Coen
  - Candidatura per la miglior fotografia a Roger Deakins
  - Candidatura per il miglior montaggio a Ethan e Joel Coen
  - Candidatura per il miglior sonoro a Skip Lievsay, Craig Berkey, Greg Orloff e Peter F. Kurland
  - Candidatura per il miglior montaggio sonoro a Skip Lievsay
- 2008 - Golden Globe
  - Miglior attore non protagonista a Javier Bardem
  - Migliore sceneggiatura a Ethan Coen e Joel Coen
  - Candidatura per il miglior film drammatico
  - Candidatura per il migliore regista a Ethan Coen e Joel Coen
- 2008 - Premio BAFTA
  - Miglior regista a Ethan Coen e Joel Coen
  - Miglior attore non protagonista a Javier Bardem
  - Migliore fotografia a Roger Deakins
  - Candidatura per il miglior film a Scott Rudin, Ethan Coen e Joel Coen
  - Candidatura per il miglior attore non protagonista a Tommy Lee Jones
  - Candidatura per la miglior attrice non protagonista a Kelly Macdonald
  - Candidatura per la migliore sceneggiatura a Ethan Coen e Joel Coen
  - Candidatura per il miglior montaggio a Ethan e Joel Coen
  - Candidatura per il miglior sonoro a Skip Lievsay, Peter F. Kurland, Craig Berkey e Greg Orloff
- 2007 - Festival di Cannes
  - Candidatura per la Palma d'oro a Ethan Coen e Joel Coen
- 2007 - National Board of Review Award
  - Miglior film
  - Miglior cast
  - Migliore sceneggiatura non originale a Ethan Coen e Joel Coen
- 2008 - Kansas City Film Critics Circle Award
  - Miglior attore non protagonista a Javier Bardem
  - Migliore sceneggiatura non originale a Ethan Coen e Joel Coen
- 2008 - David di Donatello
  - Miglior film straniero a Ethan Coen e Joel Coen
- 2008 - MTV Movie Award
  - Candidatura per il miglior cattivo a Javier Bardem
- 2008 - Critics' Choice Movie Award
  - Miglior film
  - Miglior regista a Ethan Coen e Joel Coen
  - Miglior attore non protagonista a Javier Bardem
  - Candidatura per il miglior cast
  - Candidatura per la miglior sceneggiatore a Ethan Coen e Joel Coen
- 2007 - New York Film Critics Circle Award
  - Miglior film
  - Miglior regista a Ethan Coen e Joel Coen
  - Miglior attore non protagonista a Javier Bardem
  - Migliore sceneggiatura a Ethan Coen e Joel Coen
- 2007 - Satellite Award
  - Miglior film drammatico
  - Miglior regista a Ethan Coen e Joel Coen
  - Candidatura per il miglior attore in un film drammatico a Josh Brolin
  - Candidatura per il miglior attore non protagonista a Javier Bardem
  - Candidatura per la migliore sceneggiatura non originale a Ethan Coen e Joel Coen
  - Candidatura per il miglior montaggio a Ethan Coen e Joel Coen
- 2008 - Screen Actors Guild Award
  - Miglior cast
  - Miglior attore non protagonista a Javier Bardem
  - Candidatura per il miglior attore non protagonista a Tommy Lee Jones
- 2007 - AFI Award
  - Miglior film a Scott Rudin, Ethan Coen e Joel Coen
- 2008 - Saturn Award
  - Miglior attore non protagonista a Javier Bardem
  - Candidatura per il miglior film d'azione/di avventura/thriller
  - Candidatura per la migliore sceneggiatura a Ethan e Joel Coen
- 2008 - Amanda Award
  - Candidatura per il miglior film straniero a Ethan e Joel Coen
- 2008 - American Cinema Editors
  - Candidatura per il miglior montaggio a Ethan e Joel Coen
- 2008 - American Society of Cinematographers
  - Candidatura per la migliore fotografia a Roger Deakins
- 2008 - Art Directors Guild
  - Migliore scenografia a Jess Gonchor, John P. Goldsmith e Deborah Jensen
- 2008/2009 - Austin Film Critics Association
  - Miglior attore non protagonista a Javier Bardem
  - Migliore sceneggiatura non originale a Ethan e Joel Coen
  - Candidatura per il miglior film del decennio (2009)
- 2009 - Awards of the Japanese Academy
  - Candidatura per il miglior film straniero
- 2008 - Bodil Award
  - Candidatura per il miglior film a Ethan e Joel Coen
- 2007 - Boston Society of Film Critics Award
  - Miglior film
  - Miglior attore non protagonista a Javier Bardem
  - Candidatura per la miglior fotografia a Roger Deakins
- 2008 - British Society of Cinematographers
  - Candidatura per la migliore fotografia a Roger Deakins
- 2008 - Casting Society of America
  - Miglior casting a Ellen Chenoweth e Jo Edna Boldin
- 2008 - Central Ohio Film Critics Association Award
  - Miglior film
  - Miglior regista a Ethan e Joel Coen
  - Miglior attore non protagonista a Javier Bardem
  - Migliore sceneggiatura non originale a Ethan e Joel Coen
  - Miglior cast
  - Candidatura per l'attore dell'anno a Josh Brolin
- 2008 - Chicago Film Critics Association Award
  - Miglior film
  - Miglior regista a Ethan e Joel Coen
  - Miglior attore non protagonista a Javier Bardem
  - Migliore sceneggiatura non originale a Ethan e Joel Coen
  - Candidatura per la miglior fotografia a Roger Deakins
- 2009 - Empire Award
  - Candidatura per il miglior film
  - Candidatura per il miglior thriller
  - Candidatura per il migliore regista a Ethan e Joel Coen
- 2008 - Writers Guild of America
  - WGA Award a Ethan e Joel Coen
- 2008 - Chlotrudis Award
  - Candidatura per il miglior film
  - Candidatura per la migliore regia a Ethan e Joel Coen
  - Candidatura per il miglior attore non protagonista a Javier Bardem
  - Candidatura per la migliore sceneggiatura non originale a Ethan e Joel Coen
  - Candidatura per il miglior cast
- 2008 - Cinema Audio Society
  - Miglior sonoro a Peter F. Kurland, Skip Lievsay, Craig Berkey e Greg Orloff
- 2009 - Cinema Brazil Grand Prize
  - Miglior film straniero
- 2007 - Dallas-Fort Worth Film Critics Association Award
  - Miglior film
  - Migliore regia a Ethan e Joel Coen
  - Miglior attore non protagonista a Javier Bardem
  - Candidatura per la migliore sceneggiatura non originale a Ethan e Joel Coen
  - Candidatura per la migliore fotografia a Roger Deakins
- 2008 - Directors Guild of America
  - DGA Award a Joel Coen, Ethan Coen, Robert Graf, Betsy Magruder, Bac DeLorme e Jai James (Assistenti Registi)
- 2008 - Edgar Award
  - Candidatura per la migliore sceneggiatura a Ethan e Joel Coen
- 2009 - Evening Standard British Film Awards
  - Candidatura per la migliore fotografia a Roger Deakins
- 2008 - Film Critics Circle of Australia Award
  - Miglior film
  - Migliore regia a Ethan e Joel Coen
  - Miglior attore non protagonista a Javier Bardem
  - Migliore fotografia a Roger Deakins
- 2008 - Golden Eagle Award
  - Candidatura per il miglior film straniero a Ethan e Joel Coen
- 2008 - Golden Trailer Award
  - Miglior film
- 2009 - Guldbagge Award
  - Candidatura per il miglior film straniero a Joel Coen
- 2008 - Nastro d'argento
  - Candidatura per il regista del miglior film non europeo a Ethan e Joel Coen
- 2008 - Key Art Award
  - Best campaign
- 2009 - Kinema Junpo Award
  - Miglior film straniero a Ethan e Joel Coen
- 2007 - Las Vegas Film Critics Society Award
  - Miglior film
  - Miglior regista a Ethan e Joel Coen
  - Miglior attore non protagonista a Javier Bardem
- 2008 - London Critics Circle Film Award
  - Miglior attrice non protagonista dell'anno a Kelly Macdonald
  - Film dell'anno
  - Candidatura per il regista dell'anno
  - Candidatura per lo sceneggiatore dell'anno a Ethan e Joel Coen
- 2008 - Motion Picture Sound Editors
  - Candidatura per il miglior montaggio sonoro
  - Candidatura per il miglior montaggio sonoro (Dialoghi)
- 2008 - National Society of Film Critics Award
  - Candidatura per il miglior film
  - Candidatura per la migliore regia a Ethan e Joel Coen
  - Candidatura per il miglior attore non protagonista a Javier Bardem
  - Candidatura per la migliore fotografia a Roger Deakins
- 2008 - Nikkan Sports Film Award
  - Miglior film straniero
- 2008 - Online Film Critics Society Award
  - Miglior film
  - Migliore regia a Ethan e Joel Coen
  - Miglior attore non protagonista a Javier Bardem
  - Migliore sceneggiatura non originale a Ethan e Joel Coen
  - Migliore fotografia a Roger Deakins
  - Miglior montaggio a Ethan e Joel Coen
  - Candidatura per la miglior attrice non protagonista a Kelly Macdonald
- 2008 - PGA Award
  - Migliori produttori dell'anno a Scott Rudin, Ethan Coen e Joel Coen
- 2007 - Phoenix Film Critics Society Award
  - Miglior film
  - Migliore regia a Ethan e Joel Coen
  - Miglior attore non protagonista a Javier Bardem
  - Migliore sceneggiatura non originale a Ethan e Joel Coen
  - Miglior montaggio a Ethan e Joel Coen
- 2009 - Robert Festival
  - Miglior film a Ethan e Joel Coen
- 2008 - Russian Guild of Film Critics
  - Miglior film straniero a Ethan e Joel Coen
- 2007 - San Diego Film Critics Society Award
  - Miglior film
  - Miglior cast
  - Miglior attore non protagonista a Tommy Lee Jones
  - Migliore fotografia a Roger Deakins
- 2007 - San Francisco Film Critics Circle
  - Migliore regia a Ethan e Joel Coen
- 2007 - Southeastern Film Critics Association Award
  - Miglior film
  - Miglior regista a Ethan e Joel Coen
  - Miglior attore non protagonista a Javier Bardem
  - Migliore sceneggiatura non originale a Ethan e Joel Coen
- 2007 - Toronto Film Critics Association Award
  - Miglior film
  - Migliore regia a Ethan e Joel Coen
  - Miglior attore non protagonista a Javier Bardem
  - Migliore sceneggiatura non originale a Ethan e Joel Coen
- 2008 - USC Scripter Awar
  - Migliore sceneggiatura a Ethan e Joel Coen e Cormack McCarthy (Autore)
- 2008 - Vancouver Film Critics Circle
  - Miglior film
  - Migliore regia a Ethan e Joel Coen
  - Miglior attore non protagonista a Javier Bardem
- 2007 - Washington DC Area Film Critics Association Award
  - Miglior film
  - Miglior cast
  - Migliore regia a Ethan e Joel Coen
  - Miglior attore non protagonista a Javier Bardem
- 2024
  - è stato selezionato per la conservazione nel National Film Registry degli Stati Uniti dalla Biblioteca del Congresso come "culturalmente, storicamente o esteticamente significativo"